# Wanimagazine
Wanimagazine Co., Ltd. (株式会社ワニマガジン社, Kabushiki Gaisha Wani Magajin-sha) é uma editora japonesa fundada em 10 de setembro de 1971,  com sede em Shinjuku, Tóquio. A empresa é especializada na publicação de revistas de mangá hentai.

## COMIC Kairakuten
Comic Kairakuten (COMIC快楽天) é uma revista mensal de mangá hentai publicada pela Wanimagazine Co., Ltd.. É considerada a revista de mangá erótico (hentai) mais vendida no Japão.
Lançada pela primeira vez em 1995, a Comic Kairakuten começou como uma publicação mensal que incluía mangás hentai junto com outros gêneros. No entanto, ao longo do tempo, a revista evoluiu para se concentrar predominantemente em mangás do gênero hentai.
A Comic Kairakuten está atualmente disponível para compra em lojas de conveniência no Japão, e versões digitais da revista foram lançadas a partir de 2014. A revista é publicada no dia 29 de cada mês, exceto quando essa data coincide com um domingo ou feriado nacional. Nesses casos, a publicação pode ocorrer entre os dias 27 e 30 do mês..

## Contribuidores notáveis
Ao longo dos anos, Comic Kairakuten contou com a participação de muitos ilustradores e mangakás famosos, incluindo LINDA, Keito Koume, Hanaharu Naruco, Napata, Key, Michiking e Homunculus. Muitas das capas iniciais da revista foram desenhadas por Murata Range, que ainda contribui mensalmente com uma ilustração para a revista, em uma seção chamada Futuregraph.

## Distribuição internacional
Em 2015, uma versão em inglês da Comic Kairakuten e seu spin-off um pouco mais explícito, X-EROS, começaram a ser publicadas fora do Japão pela FAKKU, a maior editora de hentai em inglês no mundo. Essas publicações foram as primeiras revistas mensais de mangás Hentais a serem oficialmente publicadas em inglês. A versão em inglês é lançada no mesmo dia da original japonesa, tornando-se também as primeiras revistas mensais desse tipo a serem simultaneamente publicadas em um idioma diferente do japonês.
A versão em japonês da Comic Kairakuten também está disponível atualmente em Hong Kong, Taiwan, Cingapura e Malásia, por meio da plataforma de streaming de revistas eromanga Komiflo.

## Revistas

### Mangá
- COMIC Kairakuten (COMIC快楽天)[3]
- Comic Kairakuten BEAST (COMIC快楽天ビースト, Komikku Kairakuten Bīsuto)[3]
- Comic Shitsurakuten (COMIC失楽天)[3]
- Comic Hana-Man (COMIC華漫)[3]
- Hana-Man Gold (華漫GOLD)[3]
- Comic X-Eros[4]
- Manga Pachislot Fighter (漫画パチスロファイター, Manga Pachisuro Faitā)[5]
- Quarterly Gelatin (季刊GELATIN, Kikan Gelatin, from February 2009 to August 2011)[6][7]
- Hime (ひめ, since August 2011)[7]
- Wani-Bites (English-language; iBooks; since 2014)[8]

### Gravure
- Chu (Chuッ)[5]
- Chu Special (Chuッ　スペシャル, Chu Supesharu)[5]
- Yha! Hip&Lip[5]

## Links externos
- Sítio oficial
- Official streaming site (Japanese)
- Official hentai streaming site (English)

1. ↑  «会社概要» 会社概要 (em japonês). Wanimagazine. Consultado em 4 de Julho de 2014
2. ↑  «Introducing, FAKKU Books». Anime News Network. 20 de Junho de 2014. Consultado em 4 de Junho de 2014
3. 1 2 3 4 5  «2009 Japanese Manga Magazine Circulation Numbers». Anime News Network. 18 de janeiro de 2018. Consultado em 4 de julho de 2014
4. ↑  «Introducing, FAKKU Books». Anime News Network. 20 de junho de 2014. Consultado em 4 de julho de 2014
5. 1 2 3 4  «雑誌ジャンルおよびカテゴリ区分一覧» 雑誌ジャンルおよびカテゴリ区分一覧 (PDF) (em japonês). Zakko. p. 1; 5. Consultado em 4 de julho de 2014
6. ↑  «Wanimagazine to Launch Gelatin Bishōjo Comic Mag». Anime News Network. 23 de janeiro de 2009. Consultado em 4 de julho de 2014
7. 1 2  «Wanimagazine to Replace Gelatin Bishōjo Mag With Hime». Anime News Network. 11 de julho de 2011. Consultado em 4 de julho de 2014
8. ↑  «Wanimagazine Launches English Manga Anthology on iBooks, Moe Android App». Anime News Network. 15 de abril de 2014. Consultado em 4 de julho de 2014